# Daphnopsis pavonii
Daphnopsis pavonii är en tibastväxtart som beskrevs av Carl Daniel Friedrich Meisner. Daphnopsis pavonii ingår i släktet Daphnopsis och familjen tibastväxter. Inga underarter finns listade i Catalogue of Life.